# Reidar Nyborg
Reidar Nyborg (ur. 4 kwietnia 1923 w Mesnali, zm. 30 kwietnia 1990 w Ringsaker) – norweski biegacz narciarski, brązowy medalista olimpijski.

## Kariera
Igrzyska olimpijskie w Sankt Moritz w 1948 roku były pierwszymi i zarazem ostatnimi w jego karierze. Wspólnie z Olavem Økernem, Erlingiem Evensenem i Olavem Hagenem wywalczył brązowy medal w sztafecie 4 × 10 km. Na tych samych igrzyskach zajął także 17. miejsce w biegu na 18 km techniką klasyczną.

## Osiągnięcia

### Igrzyska olimpijskie
| Miejsce | Dzień       | Rok  | Miejscowość  | Konkurencja             | Czas biegu | Strata     | Zwycięzca        |
| ------- | ----------- | ---- | ------------ | ----------------------- | ---------- | ---------- | ---------------- |
| 17.     | 31 stycznia | 1948 | Sankt Moritz | 18 km stylem klasycznym | 1:13:50 h  | +7:57 min  | Martin Lundström |
| 3.      | 3 lutego    | 1948 | Sankt Moritz | Sztafeta 4 × 10 km      | 2:32:08 h  | +12:25 min | Szwecja          |